# Charles Gordon-Lennox, 11.º Duque de Richmond
Charles Henry Gordon-Lennox, 11.º Duque de Richmond, 11.º Duque de Lennox e 6.º Duque de Gordon (8 de janeiro de 1955), denominado Lord Settrington até 1989 e depois Conde de March e Kinrara até 2017, é um aristocrata britânico e proprietário da Goodwood House em West Sussex. Ele é o fundador do Goodwood Festival of Speed e do Goodwood Revival.
Ele é presidente do British Automobile Racing Club, patrono da TT Riders Association e membro honorário do British Racing Drivers Club, do Guild of Motoring Writers e do 500 Owners Club.
Apaixonado por cinema e fotografia desde os 10 anos, Lord Settrington deixou o Eton College na primeira oportunidade e aos 17 trabalhou para o diretor de cinema Stanley Kubrick no filme Barry Lyndon.

## Complexo Goodwood
O Conde de March, como era então conhecido, mudou-se de Londres para a sede da família em Goodwood House para assumir a administração da propriedade, seguindo a tradição familiar do duque entregar a administração da propriedade ao herdeiro aparente quando este completar quarenta anos.
O automobilismo em Goodwood foi iniciado por seu avô, Freddie Richmond, que abriu o Goodwood Motor Circuit em 1948. O Conde de March estabeleceu o Festival de Velocidade de Goodwood em 1993. Ele então trouxe o automobilismo de volta ao circuito, que havia fechado em 1966, com a criação do Goodwood Revival em 1998.
O Complexo Goodwood (Goodwood Estate) cobre 12.000 acres ao norte de Chichester. A Goodwood Estate Company é um portfólio diversificado de negócios que inclui: Goodwood Racecourse, uma fazenda orgânica de 4.000 acres, dois campos de golfe de dezoito buracos, Goodwood Aerodrome and Flying School e um hotel de 91 quartos. O Grupo emprega mais de 550 pessoas e atrai 800.000 visitantes à propriedade a cada ano. A sede da Rolls-Royce Motor Cars também fica no Estate.
O nome de Conde de March aparece no videogame Gran Turismo 6, quando ele envia aos jogadores um convite relacionado ao Goodwood Festival of Speed.

## Casamento e descendência
O Duque de Richmond foi casado duas vezes e tem três filhos e duas filhas. Ele se casou primeiro em 1976 com Sally Clayton, filha de Maurice Clayton. Tiveram uma filha:
- Lady Alexandra Gordon-Lennox (n. 1985)

Ele e sua primeira esposa se divorciaram em 1989 e em 30 de novembro de 1991, se casou em segundas núpcias com A Honorável Janet Elizabeth Astor (n. 1961), filha de William Astor, 3º Visconde Astor. Eles têm uma filha e três filhos:
- Charles Henry Gordon-Lennox, Conde de March e Kinrara (n. 1994), herdeiro aparente dos ducados.
- Lord William Rupert Charles Gordon-Lennox (n. 1996)
- Lady Eloise Cordelia Gordon-Lennox (n. 2000)
- Lord Frederick Lysander Gordon-Lennox (n. 2000)

Em janeiro de 2016, ele e a duquesa (então conde e condessa de March) foram atacados e amarrados em um grande roubo de joias em Goodwood.

## Títulos e estilo
- 8 de janeiro de 1955 – 2 de novembro de 1989: Lord Settrington
- 2 de novembro de 1989 – 1 de setembro de 2017: O Muito Honorável Conde de March e Kinrara
- 1 de setembro de 2017 – presente: Sua Graça, o Duque de Richmond, Gordon, Lennox e Aubigny